# Gigantour
Gigantour – coroczna trasa koncertowa zespołów metalowych zaproszonych przez gitarzystę zespołu Megadeth Dave'a Mustaine'a. Każda taka trasa trwa około 6 tygodni. Gigantour po raz pierwszy odbył się w 2005 roku w Północnej Ameryce, a następny w 2006 był wycieczką po Australii. Zespoły grające na Gigantour są wybierane przez  Dave'a Mustaine'a. Gigantour jest organizowany na podobnej zasadzie co Ozzfest.
Nazwa Gigantour wzięła się z nazwy Anime z lat 60. "Gigantor".

## Pierwszy Gigantour (2005)

### Zespoły
- Głowna scena: 
  - Megadeth
  - Dream Theater
  - Anthrax
  - Fear Factory
  - The Dillinger Escape Plan
  - Nevermore
- Mała scena: 
  - Life of Agony
  - Symphony X
  - Dry Kill Logic
  - Bobaflex

### Daty koncertów
Lipiec

21 Fresno, CA - Selland Arena

22 Las Vegas, NV - Thomas and Mack Center

23 Phoenix, AZ - Cricket Amphitheater

24 Irvine, CA - Verizon Wireless Amphitheater

26 Sacramento, CA - The Cove

28 San Diego, CA - SDSU Open Air Theater

29 Tucson, AZ - Casino Anselmo

30 Albuquerque, NM - Journal Amphitheater
Sierpień

01 San Antonio, TX - Lonestar Pavilion

02 Dallas, TX - Nokia Live

03 Corpus Christi, TX - Concrete Street Amphitheater

05 Atlanta, GA - Gwinett

06 Orlando, FL - Hard Rock Live (see picture on right)

07 West Palm Beach, FL - Sound Advice Amphitheater

08 Tampa, FL - St. Pete Times Forum

10 Detroit, MI - DTE Energy Music Center

11 Ft. Wayne, IN - Coliseum Expo

12 Chicago, IL - Tweeter Center

13 Milwaukee, WI - Eagles Ballroom Complex

14 Cleveland, OH - Tower City Amphitheater

16 Cincinnati, OH - Annie's Outdoor Pavilion

17 Pittsburgh, PA - Chevrolet Amphitheater

19 Portland, ME - Civic Center

20 Manchester, NH - Verizon Wireless Amphitheater

21 Poughkeepsie, NY - Mid-Hudson Civic Center

23 Wantagh, NY - Jones Beach Amphitheater

24 Holmdel, NJ - PNC Bank Arts Center

26 Boston, MA - Bank Of America Pavilion

27 Reading, PA - Sovereign Center

28 Atlantic City, NJ - House Of Blues

30 Buffalo, NY - Darien Lake Amphitheater

31 Huntington, WV - Big Sandy Superstore Arena
Wrzesień

02 Montreal, QC - Bell Centre

03 Toronto, ON - Molson Amphitheater

06 Edmonton, AB - Shaw Conference Center

07 Calgary, AB - Stampede Corral

09 Vancouver, BC - PNE Coliseum

10 Seattle, WA - White River Amphitheater

11 Portland, OR - Clark County Amphitheater

### CD i DVD
Gigantour został uwieczniony w postaci dźwięku i filmu. Nagrane zostały koncerty z Montrealu  (2 września) i z Vancouveru (9 września). DVD i CD zostały wydane przez Image Entertainment. Gigantour CD ukazało się 22 sierpnia 2006 a Gigantour DVD 5 września 2006 roku.
CD1 (50:10)
1. Dream Theater - "Panic Attack" (7:07)
2. Dream Theater - "The Glass Prison" (13:10)
3. Anthrax - "Caught in a Mosh" (5:02)*
4. Anthrax - "I Am The Law" (6:44)*
5. Life of Agony - "The Day He Died" (3:17)
6. Life of Agony - "Love to Let You Down" (3:33)
7. Dry Kill Logic - "Lost" (2:31)
8. Dry Kill Logic - "Paper Tiger" (3:48)
9. Bobaflex - "Better Than Me" (2:29)
10. Bobaflex - "Medicine" (2:29)*

Disc Two (42:32)
1. Megadeth - "She Wolf" (3:35)
2. Megadeth - "A Tout Le Monde" (4:31)
3. Megadeth - "Kick The Chair" (4:08)
4. Fear Factory - "Transgression" (4:55)
5. Fear Factory - "Archetype" (4:40)
6. Nevermore - "Born" (4:59)
7. Nevermore - "Enemies of Reality" (4:51)
8. Symphony X - "Inferno" (5:12)
9. Symphony X - "Of Sins and Shadows" (5:41)

* Tylko na CD

## Gigantour 2

### Zespoły
- Głowna scena: 
  - Megadeth
  - Lamb of God
  - Opeth
  - Arch Enemy
- Mała scena:
  - Overkill
  - Into Eternity
  - Sanctity
  - The SmashUp

#### Daty koncertów
Wrzesień

06 Boise, ID - Idaho Center

08 Oakland, CA - Oakland Coliseum

09 San Diego, CA - Cox Arena

10 San Bernardino, CA - Hyundai Pavilion

12 Las Vegas, NV - House Of Blues

13 Phoenix, AZ - Dodge Theatre

15 Salt Lake City, UT - E Center

16 Denver, CO - Coors Amphitheater

17 Albuquerque, NM - Journal Pavilion

19 Oklahoma City, OK - Zoo Amphitheater

21 Milwaukee, WI - Eagles Ballroom

22 Chicago, IL - Congress Theatre

23 Columbus, OH - Nationwide Arena

24 Detroit, MI - DTE Energy Amphitheater

25 Toronto, ON - Molson Amphitheater

27 Montreal, QC - Bell Centre

28 Uniondale, NY - Nassau Coliseum

29 Boston, MA - Bank Of America Pavilion (no second stage, Overkill opening)

30 Holmdel, NJ - PNC Bank Arts Center
Październik

01 Atlantic City, NJ - House Of Blues

03 Portsmouth, VA - Ntelos Pavilion Harbor Center

04 Charleston, SC - The Plex

06 Tampa, FL - St. Pete Times Forum

07 Sunrise, FL - Bank Atlantic Center

08 Orlando, FL - Hard Rock Live

### Australia (2006)

#### Zespoły
- Megadeth
- Soulfly
- Arch Enemy
- Caliban

#### Daty koncertów
Październik

21 Brisbane - Riverstage

22 Sydney - Hordern Pavilion

24 Melbourne - Festival Hall

## Gigantour 3: Australia (2007)

### Zespoły
- Megadeth
- Static-X
- DevilDriver
- Lacuna Coil

Listopad

10 - Perth - Metro City

12 - Adelaide - Thebarton Theatre 

13 - Melbourne - Festival Hall

15 - Sydney - Luna Park Big Top

18 - Brisbane - Riverstage